# Iwan Lekow
Iwan Lekow (bułg. Иван Леков; 1 marca 1904 w Sofii, zm. 4 sierpnia 1978 tamże) – bułgarski językoznawca i slawista.

## Życiorys
W 1927 ukończył studia na Uniwersytecie Sofijskim, a w 1948 r. objął profesurę na tej uczelni. W 1945 r. został członkiem Bułgarskiej Akademii Nauk.
Jego dorobek obejmuje prace z zakresu językoznawstwa bułgarskiego i slawistyki porównawczej, m.in. Nasoki w razwoja na fonołogicznite sistemi na sławianskite ezici (1960). Wydał słownik polsko-bułgarski (1944). Współtworzył bądź współredagował szereg słowników języka bułgarskiego.